# Agua Salud (metro de Caracas)
Agua Salud es una estación del Metro de Caracas, perteneciente a la Línea 1, inaugurada el 2 de enero de 1983.
Esta estación junto con Caño Amarillo son las únicas a nivel superficial a diferencia de las demás que son subterráneas.
Tiene salida hacia la Avenida Sucre y hacia la calle principal de la parroquia  23 de Enero. 
Sirve a los sectores Barrio Obrero, Lídice, El Manicomio, 23 de Enero y Los Flores de Catia.
Cabe destacar que el recorrido de esta estación junto con la de Caño Amarillo y Gato Negro corresponden a las antiguas vías del desaparecido ferrocarril Caracas-La Guaira, el cual dejó de funcionar en los años 60 del siglo XX.

## Expansión
En el plan maestro de los 90 se encuentra la construcción de una línea paralela a la Línea 1 conocida como Línea 6 en la cual iba a tener transferencia con esta estación y la estación de Gato Negro, la cual partiría desde Los Magallanes de Catia hacia la estación Miranda, pasando por las avenidas Urdaneta y Andrés Bello y finalizaría en La Urbina.